# Ivan Trofimov
Ivan Trofimov (Sint-Petersburg, 5 maart 1985) is een Russische dammer die vanaf het seizoen 2015/16 in de Nederlandse damcompetitie voor Hijken DTC speelt. 
Hij eindigde in 2003 en 2004 op de 10e en gedeelde 14e plaats van het wereldkampioenschap voor junioren.  
Zijn beste prestaties in het Russisch kampioenschap zijn de 2e plaats in 2018 en de 3e plaats in 2016 en 2019. 
Zijn beste resultaten in internationale kampioenschappen zijn de 9e plaats in het Europees kampioenschap 2018 in Moskou en de 13e plaats in het wereldkampioenschap 2019 in Yamoussoukro. 

## Resultaten in internationale kampioenschappen
Hij nam vier keer deel aan het Europees kampioenschap dammen met de volgende resultaten: 
| Jaar | Locatie | Klassering | Score | W–R-V |
| ---- | ------- | ---------- | ----- | ----- |
| 2012 | Emmen   | 36e        | 9-9   | 1-7-1 |
| 2014 | Tallinn | 41e        | 9-9   | 1-7-1 |
| 2016 | Izmir   | 13e        | 9-10  | 2-6-1 |
| 2018 | Moskou  | 9e         | 9-11  | 2-7-0 |

Hij nam één keer deel aan het wereldkampioenschap dammen met het volgende resultaat: 
| Jaar | Locatie      | Klassering | Score | W-R-V |
| ---- | ------------ | ---------- | ----- | ----- |
| 2019 | Yamoussoukro | 13e        | 19-17 | 4-9-6 |